# Rock in Rio (festival)
Cet article concerne le festival. Pour l'album, voir Rock in Rio (album).
 (novembre 2010).
Si vous disposez d'ouvrages ou d'articles de référence ou si vous connaissez des sites web de qualité traitant du thème abordé ici, merci de compléter l'article en donnant les références utiles à sa vérifiabilité et en les liant à la section « Notes et références ».

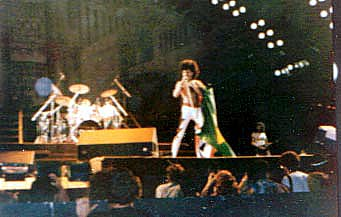
Le groupe Queen lors de la première édition du festival, en 1985.

Rock in Rio est un festival de musique créé par l'entrepreneur brésilien Roberto Medina et sponsorisé par la marque de bière Sagres et le géant de l'électronique Sony. La première édition a eu lieu en 1985.
Initialement organisé à Rio de Janeiro, le festival est devenu un événement d'importance internationale. En 2004, une première édition portugaise est organisée à Lisbonne. À partir de 2008 une édition espagnole voit le jour à Madrid.
Le Rock in Rio a connu douze éditions ; quatre au Brésil, cinq au Portugal et trois en Espagne.

## Histoire

### Première édition
La première édition de Rock in Rio a eu lieu à Rio de Janeiro, au Brésil entre le 11 janvier et le 20 janvier 1985 dans un espace spécialement construit pour accueillir l'événement. Le site, un terrain de 250 000 mètres carrés était situé à Barra da Tijuca, à la frontière avec le quartier de Jacarepagua, et est resté connu sous le nom de City of Rock : il comportait deux fast-foods, deux centres commerciaux avec 50 magasins, deux centres médicaux et d'importantes infrastructures pour subvenir aux besoins des 1,5 million de personnes (l'équivalent de cinq fois la fréquentation de Woodstock) qui ont assisté à l'événement.
La grande renommée de l'événement s'explique par le fait que les grandes stars de la musique internationale avaient tendance à ne pas visiter l'Amérique du Sud, de sorte que pour la population locale le festival a été la première occasion de voir les stars de la pop internationale. Par exemple Paul McCartney a fait sa première apparition en Amérique latine à Rio de Janeiro en 1990, dans le stade Maracanã. Peu de temps après la fin de Rock in Rio, le City of Rock a été démoli par ordre du gouverneur de l'époque de Rio de Janeiro, Leonel Brizola. Les organisateurs du festival avaient demandé l'extension de leur droit d'occupation du site mais le gouverneur a maintenu la démolition afin de récupérer les terrains appartenant à la municipalité de Rio de Janeiro.

### Éditions suivantes
À la suite du succès de la première édition, Medina organise, entre le 18 et le 26 janvier 1991, Rock in Rio II. Cette deuxième édition a lieu dans le stade de football Maracanã. La fréquentation s'élève à 700 000 personnes durant les neuf jours de l'événement.
Après un long hiatus, en 2001 a lieu Rock in Rio III, du 12 au 14 et du 18 au 21 janvier. À cette occasion, les organisateurs ont décidé de construire un nouveau Rock City au même endroit que le premier, avec une capacité de 250 000 spectateurs par jour et des scènes annexes où des concerts ont eu lieu parallèlement à la scène principale. Il y avait des chapiteaux de musique électronique (« Electro Tente »), de musique nationale (« Tente do Brazil », dans lequel des artistes brésiliens se sont produits), de musique africaine (« Roots Tent ») et de musiques du monde.
Le Rock City construit pour le Rock in Rio III existe toujours mais ne devrait pas être réutilisé pour les prochaines éditions car le site abritera le village olympique des Jeux olympiques d'été de 2016.
L'édition 2017 a lieu au Parc Olympique de Rio.

### L'internationalisation
Rock in Rio s'internationalise en 2004 avec le premier festival Rock in Rio Lisboa. L'organisation du festival a été similaire à l'édition 2001 du Brésil. L'évenement se tient au Parque da Bela Vista, avec la présence de 70 artistes sur quatre scènes au cours des cinq jours du festival, qui réunissent 385 000 spectateurs. D'autres éditions du Rock in Rio Lisboa sont organisées au même endroit en 2006, 2008 et 2010. En 2008 l'édition madrilène voit le jour.
En 2012, le festival de Lisbonne est retransmis en direct sur You Tube. En 2015, le festival de Rio est retransmis en direct sur YouTube.